# Andreas Dahl (piłkarz)
Rolf Åke Andreas Dahl (ur. 6 czerwca 1984 w Hässleholmie) – szwedzki piłkarz występujący na pozycji pomocnika. Obecnie jest zawodnikiem klubu Landskrona BoIS.

## Kariera klubowa
Dahl treningi rozpoczął w wieku 6 lat w klubie IFK Hässleholm. W 2001 roku trafił do angielskiego Coventry City. Spędził tam rok, jednak w tym czasie nie zagrał w żadnym meczu w barwach Coventry. W 2002 roku powrócił do Szwecji, gdzie został graczem drużyny Helsingborgs IF. W Allsvenskan zadebiutował 6 kwietnia 2002 roku w przegranym 2:6 z Landskrona BoIS. 16 maja 2004 roku w zremisowanym 3:3 spotkaniu z GIF Sundsvall strzelił pierwszego gola w trakcie gry w Allsvenskan. W 2006 roku Dahl zdobył z zespołem Puchar Szwecji.
W 2008 roku odszedł do duńskiego FC Nordsjælland. W Superligaen pierwszy pojedynek zaliczył 17 marca 2008 roku przeciwko FC Midtjylland (0:1). 18 maja 2008 roku w zremisowanym 1:1 meczu z Odense zdobył pierwszą bramkę w Superligaen.
Latem 2009 roku Dahl przeniósł się do Hammarby IF. Zadebiutował tam 4 lipca 2009 roku w wygranym 2:1 ligowym meczu z Trelleborgiem. W tym samym roku spadł z klubem do Superettan.

## Kariera reprezentacyjna
W reprezentacji Szwecji Dahl zadebiutował 13 stycznia 2008 roku w wygranym 1:0 towarzyskim meczu z Kostaryką.